# Nina Herelová
Nina Herelová est une joueuse slovaque de volley-ball née le 30 juillet 1993 à Bojnice. Elle mesure 1,85 m et joue au poste de centrale. Elle totalise 21 sélections en équipe de Slovaquie.

## Clubs
| Club                   | De        | À         |
| ---------------------- | --------- | --------- |
| VKŽ Prievidza          | 2005-2006 | 2007-2008 |
| COP Nitra              | 2008-2009 | 2009-2010 |
| Slávia UK Bratislava   | 2010-2011 | 2012-2013 |
| SVS Post Schwechat     | 2013-2014 | 2014-2015 |
| VK AGEL Prostějov      | 2015-2016 | 2017-2018 |
| BKS Stal Bielsko-Biała | 2018-2019 | 2018-2019 |
| Vandœuvre Nancy VB     | 2019-2020 | 2019-2020 |
| Ladies in Black Aachen | 2020-2021 | …         |

## Palmarès
- Championnat de Slovaquie
  - Vainqueur : 2011, 2013.
  - Finaliste : 2012.
- Coupe de Slovaquie
  - Vainqueur : 2013.
  - Finaliste : 2011, 2012.
- Championnat d'Autriche
  - Vainqueur : 2014, 2015.
- Coupe d'Autriche
  - Vainqueur : 2014, 2015.
- Coupe de République tchèque
  - Vainqueur: 2016, 2018.
  - Finaliste : 2017.
- Championnat de République tchèque
  - Vainqueur : 2016, 2017, 2018.